# Radio Intensité
Pour les articles homonymes, voir Intensité.
Intensité est une radio locale française située à Châteaudun dans le département d'Eure-et-Loir.
Radio associative de catégorie B, elle a vu le jour en 1985 et est l’une des plus anciennes radios libres encore en activité en Eure-et-Loir. Elle émet dans un rayon de 30 km autour de Châteaudun et également, depuis fin 2008, dans un rayon de 30 km autour de Chartres.
Son président bénévole est Pascal Bouclet.

## Historique

### Années 1980
Le 9 novembre 1981, la loi autorise les radios locales privées et associatives à émettre sur la bande FM, mettant fin au monopole de l'Etat. Cette libéralisation entraine la création de nombreuses radios locales partout en France : les radios libres. C’est dans ce contexte qu’est créée Châteaudun FM en 1983, première radio locale à émettre à Châteaudun. Elle émet alors depuis un cabanon situé chez un garagiste dans la zone industrielle de la Brouaze, uniquement le soir et le week-end.
Après six mois de diffusion, des tensions naissent entre les membres de l’équipe qui est alors scindée en deux pour créer deux radios : Châteaudun FM et Intensité.
Châteaudun FM rencontre rapidement des difficultés financières, auxquelles s'ajoutent des pannes de matériel. Elles contraignent son président, Daniel Taner à mettre fin à Châteaudun FM en juillet 1986.
De son côté, Intensité, alors présidée par Michel Leroux, dépose ses statuts le 8 octobre 1984. La Haute Autorité de la communication audiovisuelle lui accorde l'autorisation d'émettre en août 1985 sur le 103.8 FM. Elle débute ses programmes le 9 septembre 1985, date d'anniversaire de son président et émet alors depuis un petit local situé dans la rue André Gillet. 

### Années 1990
En août 1990, les studios déménagent au centre Toufaire de Châteaudun et en juin 1994, Michel Leroux est remplacé par Pascal Bouclet à la direction de la radio,. Ce dernier avait également débuté sur Châteaudun FM avant de devenir animateur sur Intensité l’année suivante.
Au milieu des années 1990, la radio connaît des difficultés : diminution du nombre de bénévoles, matériel obsolète (ce dernier restera entièrement analogique jusque dans les années 2000), absence de publicité et faillit même disparaitre en 1996-1997 faute de trésorerie. Malgré des propositions de rachats, la radio a toujours voulu rester indépendante des grands groupes. 
Intensité axe alors son développement sur la proximité avec ses auditeurs et la professionnalisation de ses équipes.

### Depuis les années 2000
Au début des années 2000, la volonté de professionnaliser l’équipe et de lui apporter la formation qui lui manquait jusqu’alors résulte à la fois d’une baisse du nombre de bénévoles et d’une nécessité d’offrir un programme attrayant aussi bien pour les auditeurs que les annonceurs - Radio Intensité étant financée quasi exclusivement par la publicité. Par exemple, début 2006 est créée une fonction de responsable d’antenne afin de former les nouveaux animateurs et d’harmoniser la grille des programmes. Cette professionnalisation se traduit par une hausse du nombre de salariés par rapport aux bénévoles. Si, dans les années 1980, la station a compté jusqu’à plus d’une quarantaine de bénévoles, en 2006, elle ne compte plus que 25 bénévoles pour 6 salariés. En 2015, la tendance s’accroit avec 15 bénévoles pour 8 salariés. En 2024, Intensité ne compte plus qu’une dizaine de bénévoles pour 9 salariés.
Le 25 juillet 2008, le CSA lui attribue une fréquence supplémentaire dans la région chartraine. Intensité y émet depuis le 4 décembre 2008 sur le 91.1 FM. Selon ses représentants, cela renforce son caractère local, lui permettant de se différencier à la fois des radios d’informations nationales et des radios exclusivement musicales, notamment via ses rendez-vous d'informations de proximité et la couverture d’évènements locaux. Toujours selon ses représentants, cette proximité avec les auditeurs est une des raisons de sa longévité.

### Avenir et perspectives de développement
La radio cherche en permanence à gagner en notoriété pour ne « pas se faire oublier » sur Châteaudun et gagner de nouveaux auditeurs, notamment sur Chartres. Pour se faire, l’accent est mis sur l’organisation d’émissions en direct d’évènements locaux comme des salons et des festivals.
Par ailleurs, Intensité ne cache pas son ambition d’obtenir de nouvelles fréquences pour couvrir l’intégralité du département d'Eure-et-Loir, notamment Dreux et Nogent-le-Rotrou.
D’un point de vue plus général, Intensité cherche toujours à se développer avec réalisme et en modérant ses ambitions : évolution des programmes en continu par petites touches en fonction des arrivées et départs des bénévoles, évolution du matériel avec les technologies et les moyens dont dispose la station, etc. L’objectif d’après son président est de « rester dans l’air du temps sans être trop précurseur » et ne pas tomber dans l’écueil de nombreuses radios libres qui, gérant mal leurs ambitions, ont dû fermer ou être rachetées par des grands groupes.

## Identité de la station

### Slogans

#### Anciens slogans
- « Le + de la FM »
- « Partageons plus que la musique »

#### Slogans actuels
- « Le meilleur des tubes »
- « Bienvenu dans l'univers des hits »
- « 100% hits »
- « Vibrez dans votre région avec Intensité »

## Organisation
Intensité est une radio associative et commerciale de catégorie B. Si les radios de catégorie B sont nombreuses avec 292 stations en France, le statut de radio associative et commerciale est assez rare. Intensité est d’ailleurs la seule radio associative de catégorie B d’Eure-et-Loir. Une radio de catégorie B désigne, d’après la définition du CSA, une radio diffusée « par des opérateurs locaux ou régionaux indépendants » dont la « zone de desserte ne peut pas couvrir plus six millions d'habitants » et dont les programmes « ont une vocation locale ou régionale affirmée ».
En tant que radio associative, l’exploitation, la gestion et l’animation de Radio Intensité sont assurées par une association loi de 1901, l’Association d'Animation et de Radiodiffusion de la Vallée du Loir (AARVAL), ce qui permet à la station de compter à la fois des salariés et des bénévoles dans son équipe. En 2021, les salariés étaient au nombre de 10 comprenant des commerciaux, des animateurs, 4 journalistes professionnels et une secrétaire. En 2024, Intensité ne comptait plus que 9 salariés pour une dizaine de bénévoles.
En 2015, le budget annuel d’Intensité s’élevait à 300 000 € dont 80 % servent à financer les salaires. La majeure partie du financement provient de la publicité, à la fois locale et nationale. Des communes, comme Brou ou Marboué, accordent à la radio de petites subventions et la ville de Châteaudun met à disposition ses locaux.
Intensité est membre depuis le 1er novembre 2007 du groupement d’intérêt économique (GIE) Les Indépendants (devenu Les Indés Radios en novembre 2010). Les principaux champs d'action de ce groupement auquel adhèrent 130 radios locales et régionales sont la promotion et la défense des radios qui le composent, la formation et le conseil, notamment sur le numérique, mais surtout la commercialisation nationale et multivilles de l'espace publicitaire des stations adhérentes, le contrat de régie étant géré par TF1 Publicité. Préalablement à cette adhésion, le 21 novembre 2006, le CSA avait autorisé Intensité à diffuser non plus 100 minutes, mais 55 minutes de publicité locale par jour afin de pouvoir diffuser de la publicité nationale et par conséquent, augmenter ses recettes publicitaires. Ces revenus issus des publicités nationales sont vitaux et représentent en moyenne 50 % des ressources totales des radios du groupement.

## Programmation

### Généralités
Son format est principalement musical, axé sur les tubes récents, en alternance avec des titres des vingt dernières années. Par ailleurs, essentiellement les soirs et weekends, Intensité diffuse des émissions aux formats spécifiques (années 80, rock, ...). Intensité propose également diverses rubriques et des rendez-vous d'informations locales et régionales : journaux avec des reportages sur le terrain, interviews, météo, info trafic, agenda des manifestations, offres d’emploi ainsi qu’un flash d’information nationale toutes les heures.

### Évènementiel
Intensité parraine et couvre régulièrement des manifestations festives, des festivals musicaux et des salons en Eure-et-Loir ou en région Centre-Val de Loire comme le Printemps de Bourges ou le Salon de l’Artisanat de Chartres. Intensité est également partenaire officiel de plusieurs clubs sportifs chartrains : le C' Chartres Métropole Basket Masculin et Féminin et le C' Chartres Métropole handball depuis septembre 2024. 
La radio organise occasionnellement des évènements publics comme des lotos ou des soirées musicales ainsi que des évènements réservés à des auditeurs ayant préalablement gagné leur place en jouant par téléphone à des jeux organisés à l’antenne. Par ailleurs, des jeux sont régulièrement organisés à l’antenne pour faire gagner des cadeaux en partenariat avec des entreprises locales.

## Diffusion
La fréquence historique d'Intensité est 103.8 FM à Châteaudun. À partir de cette ville, elle émet dans un rayon de 30 km, soit le sud de l'Eure-et-Loir, le nord du Loir-et-Cher et l'ouest du Loiret.
Depuis le 4 décembre 2008, Intensité émet également à Chartres et dans un rayon de 30 km alentours sur la fréquence 91.1 FM. Ainsi, la radio couvre les 2⁄3 du département d'Eure-et-Loir,.
Intensité diffuse par ailleurs son programme sur Internet et via son application mobile. Elle prévoit d’émettre en DAB+ en 2025.

## Audiences

### Audiences actuelles
Sur la période allant de septembre 2022 à juin 2024, l’audience cumulée d’Intensité était de 61 400 auditeurs par semaine. Cela représente une hausse de 3 400 auditeurs par rapport à la période précédente (septembre 2021 à juin 2023). Sur cette même période, les audiences quotidiennes s’établissent à 20 400 auditeurs par jour en région Centre-Val de Loire et Pays-de-la-Loire, dont 19 900 en Eure-et-Loir, soit une hausse de 26% par rapport à la période précédente. Dans ce département, c’est la 11e station la plus écoutée. Entre septembre 2020 et juin 2022, Intensité était par ailleurs la première radio locale à Chartres et sur son agglomération mais a depuis été dépassée par Chérie FM. 
L’auditoire se compose à part quasiment égale d’hommes et de femmes. Plus de la moitié des auditeurs sont âgés entre 35 et 64 ans et les actifs représentent 61% des auditeurs.

### Historique des audiences quotidiennes
| Année ou période | Nombre d'auditeurs quotidiens |
| ---------------- | ----------------------------- |
| 2005             | 3 000                         |
| 2010             | 11 600                        |
| 2011             | 9 400                         |
| 2012             | 17 200                        |
| 2014             | 13 400                        |
| 2015             | 14 700                        |
| 2018             | 19 600                        |
| 2019             | 22 700                        |
| 2020             | 23 900                        |
| 2024             | 20 400                        |